# Каскада „Белмекен-Сестримо-Чаира“
Каскадата „Белмекен-Сестримо-Чаира“ е водноелектрическа каскада в България, която е най-голямото и сложно хидротехническо съоръжение в страната. Разположена е в източната част на Рила, главно на територията на област Пазарджик.
Изградена на етапи между 1964 и 1999 година, тя събира води от най-горните части на водосборните басейни на реките Марица, Струма и Места с обща водосборна площ от 458 квадратни километра. Водите се отвеждат към система от язовири, за да бъдат използвани за производство на електроенергия, напояване и водоснабдяване. Системата включва два пояса от събирателни деривации, три язовира и два изравнителя, две помпено-акумулиращи водноелектрически централи (ПАВЕЦ) и две други водноелектрически централи (ВЕЦ).

## Производство на електроенергия
Каскадата „Белмекен-Сестримо-Чаира“ има общ пад 1475 метра и инсталирана мощност от 1599 MW, като по този показател е третото по големина съоръжение в България след АЕЦ „Козлодуй“ (2000 MW) и ТЕЦ „Марица Изток 2“ (1630 MW). В същото време производството на каскадата е значително по-малко поради ограничените водни количества и използването ѝ за балансиране на краткосрочни промени в потреблението. Важна роля за тази функция играе и помпения капацитет на двете ПАВЕЦ от 892 MW.
Средногодишното производство на електроенергия на каскадата в периода 1976 – 1995 година (до започването на работа на ПАВЕЦ „Чаира“) е 607 GWh, а през 1995 – 2009 година – 1002 GWh. Производството е значително намалено в периода 1983 – 2004 година, заради прехвърлянето на води за водоснабдяване на София, като в няколко години пропуснатото производство надхвърля 350 GWh, а общият му размер е 4055 GWh.

## Структура

### Хидровъзел „Белмекен“
Събирателни деривации на кота 1900
Най-високата част от каскадата е горният пояс от събирателни деривации, които улавят води от част от водосборните басейни на реките Марица (45%), Места (32%) и Струма (23%) с обща площ 219 квадратни километра. Тя включва:
- Събирателна деривация „Грънчар“ – събира води от горните водосбори на десните притоци на Места – Черна Места, Бела Места и Белишка река, както и води от притоци на Струма, прехвърлени чрез допълнителните канали „Благоевградска Бистрица“, „Илийна“ и „Манастирски“
- Събирателна деривация „Джаферица“ – събира води от леви притоци на Места и от Чаирска река
- Събирателна деривация „Марица 1900“ – събира води от водосбора на Марица

Деривация „Грънчар“ е свързана с Каскада „Искър“ чрез дългия 2,8 километра реверсивен тунел „Бели Искър“. Между 1983 и 2000 година той е използван за прехвърляне на допълнителни води за водоснабдяване на София.
Язовир „Белмекен“

Системата от деривации на кота 1900 захранва язовир „Белмекен“, разположен на 1923 метра надморска височина на горното течение на Крива река. Той има с общ завирен обем 144,1 млн. m³ и залята площ 4,6 km² и представлява главното акумулиращо и регулиращо оттока съоръжение на Каскадата „Белмекен-Сестримо-Чаира“. Той служи за горен изравнител на двете основни помпено-акумулиращи водноелектрически централи в България – ПАВЕЦ „Белмекен“ и ПАВЕЦ „Чаира“ и има голямо значение за електропроизводството, като енергийният му обем е 480 GWh.
ПАВЕЦ „Белмекен“

ПАВЕЦ „Белмекен“ има капацитет за производство на електричество 375 MW и за изпомпване на вода 104 MW. Неин горен изравнител е язовир „Белмекен“, с който я свързва напорна деривация с дължина 5,2 километра. Има максимален пад от 737 метра и среден пад от 690 метра и е оборудвана с 5 пелтонови турбини, две от които могат да работят и в помпен режим.
ПАВЕЦ „Чаира“

ПАВЕЦ „Чаира“ има капацитет за производство на електричество 864 MW и за изпомпване на вода 788 MW, което го прави най-голямата помпено-акумулираща централа в Югоизточна Европа. Горен изравнител на централата е язовир „Белмекен“, който се свързва с нея с два напорни тръбопровода с дължина по 1,7 километра, като геодезичният пад до долния изравнител язовир „Чаира“ е 689 m. Машинната и трансформаторната зала се намират на 350 метра под земята в специално изградени каверни. Централата има четири обратими агрегата с френсисови турбини с мощност по 216 MW.

### Хидровъзел „Чаира-Станкови бараки“
Събирателни деривации на кота 1200
На надморска височина около 1200 метра е развит втори пояс от събирателни деривации, които се вливат гравитачно в язовир „Станкови бараки“. Част от събираните от тях води се изпомпват от ПАВЕЦ към язовир „Белмекен“, а останалите се подават към по-ниско разположените централи от каскадата.
Поясът включва три деривации:
- Събирателна деривация „Марица 1200“ – събира води от водосбора на Марица под уловените от „Марица 1900“
- Събирателна деривация „Чаирска“ – събира води от водосбора на Чаирска река
- Събирателна деривация „Яденица“ – събира води от водосбора на Яденица, като се влива в главния канал на „Чаирска“

Освен тях поясът включва и водохващания на Крива река и река Хаджидедеица, като общата му водосборна площ е 238 квадратни километра.
Язовир „Станкови бараки“
„Станкови бараки“ е малък язовир с обем 0,42 милиона кубични метра. Построен през 1965 – 1974 година, той се използва за регулиране на водите от втория пояс събирателни деривации и за долен изравнител на ПАВЕЦ „Белмекен“. След изграждането на язовир „Чаира“ е свързан с него, за да могат да се прехвърлят води между двата клона на каскадата. Язовирната му стена е каменнонасипна с глинено ядро и пресича най-тясната част от долината на Крива река.
Язовир „Чаира“

Язовир „Чаира“ е разположен на около 5 km източно от язовир „Белмекен“, по течението на Чаирска река, и е построен в периода 1975 – 1989 година. Заедно с язовир „Станкови бараки“, с който са свързани със съединителна деривация, той служи за долен изравнител на ПАВЕЦ „Чаира“ и ПАВЕЦ „Белмекен“. Язовирът има ограничен собствен водосбор и се захранва главно с води от язовир „Белмекен“, обработвани от двете централи. Язовирната стена е бетонна гравитачна с височина 86,2 метра, а водоемът е с обем 5,6 милиона кубични метра и площ 0,2 квадратни километра.
Язовир „Яденица“ – планиран

Язовир „Яденица“ е планиран язовир, който трябва да се свърже с язовир „Чаира“ и вече свързания с него язовир „Станкови бараки“, като по този начин се увеличи обема на долните изравнители и акумулативния капацитет на ПАВЕЦ „Чаира“ и ПАВЕЦ „Белмекен“. Язовир „Яденица“ има ограничен собствен водосбор и първоначално трябва да се захранва главно с води от язовир „Белмекен“, а при изграждане на планирания язовир „Черна Места“ – с прехвърляни от него води. Язовирната стена е каменнонасипна със стоманобетонен екран, височина 109,15 метра и дължина на короната 315 метра, а водоемът е с обем 14,2 милиона кубични метра (9 милиона кубични метра полезен обем). Връзката с язовир „Чаира“ трябва да се осъществи с реверсивен тунел с дължина 6,8 километра и диаметър 7 метра.
ВЕЦ „Сестримо“

ВЕЦ „Сестримо“ е разположена при село Сестримо. Централата е деривационна, свързана с язовир „Станкови бараки“ чрез напорна деривация с дължина 4,9 километра и среден пад 534 метра. Тя има две пелтонови турбини с общ капацитет 240 MW и средногодишно производство около 233 GWh. Пусната е в експлоатация през 1975 година. Водите ѝ изтичат по открит канал, в който е заустено и второ водохващане на Крива река, разположено на кота 680 m.

### Хидровъзел „Момина клисура“
Последният хидровъзел на каскадата включва ВЕЦ „Момина клисура“ и свързаните с него съоръжения. Централата е пусната в експлоатация през 1975 година. Тя има две френсисови турбини с общ капацитет за производство на електричество 120 MW и застроено водно количество 56,6 m³/s.
ВЕЦ „Момина клисура“ се захранва от води, преработени от ВЕЦ „Сестримо“. Те достигат до нея по открит канал с дължина 4,3 километра, в който се зауства и второ водохващане на Крива река, разположено на кота 680 m. Каналът достига до горния изравнител на централата – язовир със стоманобетонова стена и полезен обем 200 хиляди кубични метра. От него до централата водата преминава по напорен тръбопровод с дължина 1236 метра и диаметър, изменящ се от 4,0 до 3,1 метра. Преработените води отиват в малък долен изравнител, след което се отвеждат по дълга 75 километра безнапорна деривация до язовир „Пясъчник“ за използване за напояване.